# Was nützt die Liebe in Gedanken
Was nützt die Liebe in Gedanken è un film del 2004 diretto da Achim von Borries.